# 麥覺理港
麥覺理港（英語：Port Macquarie）乃澳洲新南威爾斯州中海岸地區的一個主要城鎮，1818年為約翰·奧克斯力所發現；1887年建城於黑斯廷河口。